# (276033) 2002 AJ129
(276033) 2002 AJ129 هو كويكب من كويكبات أبولو عابر لمدار عطارد تعيينة المؤقت 2002 AJ129 أكتشف في مرصد هاليكالا بتاريخ 15 يناير 2002 من قبل مشروع تعقب الأجرام القريبة من الأرض. وتمت إزالتة من جدول مخاطر الحارس في 3 فبراير 2002.

## خصائص
مع قوس مراقبة أمتد لنحو 14 عام فأن مدار 2002 AJ129 محدد بشكل جيد وتمت آخر عملية رصد له في عام 2016. حضيض 2002 AJ129 هو تاسع أصغر حضيض معروف من بين جميع الكويكبات المرقمة ، أمثال الكويكبات (137924) 2000 BD19 والكويكب (374158) 2004 UL والكويكب (386454) 2008 XM. يقترب هذا الكويكب بشدة خلال مداره حول الشمس من جميع الكواكب الداخلية والكويكب 4 فيستا. يصنف 2002 AJ129 على أنه كويكب أبولو لأنه كويكب قريب من الأرض مع محور شبه رئيسي أكبر من الأرض. ويصنف أيضا على أنه كويكب كامن الخطر ولكن هذا لا يعني أن هناك تهديد على المدى القريب بأن يصطدم بالأرض. . إنه كويكب كامن الخطر بسبب حجمة فقط المقدر بنحو 500-1200 عرضاً  المحسوب من قدر الكويكب المطلق H ≤ 22 وللكويكب مسافة تقاطع مدار دنيا مع الأرض قدرها ( ≤ 0.05 وحدة فلكية). يستغرق الكويكب 2002 AJ129 سنة وأربعة أشهر تقريباً ليكمل مداره حول الشمس في مدار انحرافه المركزي عالي جداً يصل إلى 92%.

## اقتراب 2018
في 4 فبراير 2018 عند 21:31 UT مر الكويكب على مسافة تقدر بحوالي 0.028126 AU (4,207,600 كـم؛ 2,614,500 ميل) من الأرض. إقتراب 2018 من الإرض معروف بقدر دقة ± 200 كم محسوب من قاعدة سيغما الثلاثية ومن المقرر أن يرصد مرصد غولدستون الكويكب في الفترة من 3 إلى 6 فبراير. بحلول 4 فبراير 2018 الساعة 11:00 صباحا، بلغ القدر الظاهري للكويكب 14 واستطالة قدرها أكثر من 100 درجة.